# Index librorum prohibitorum

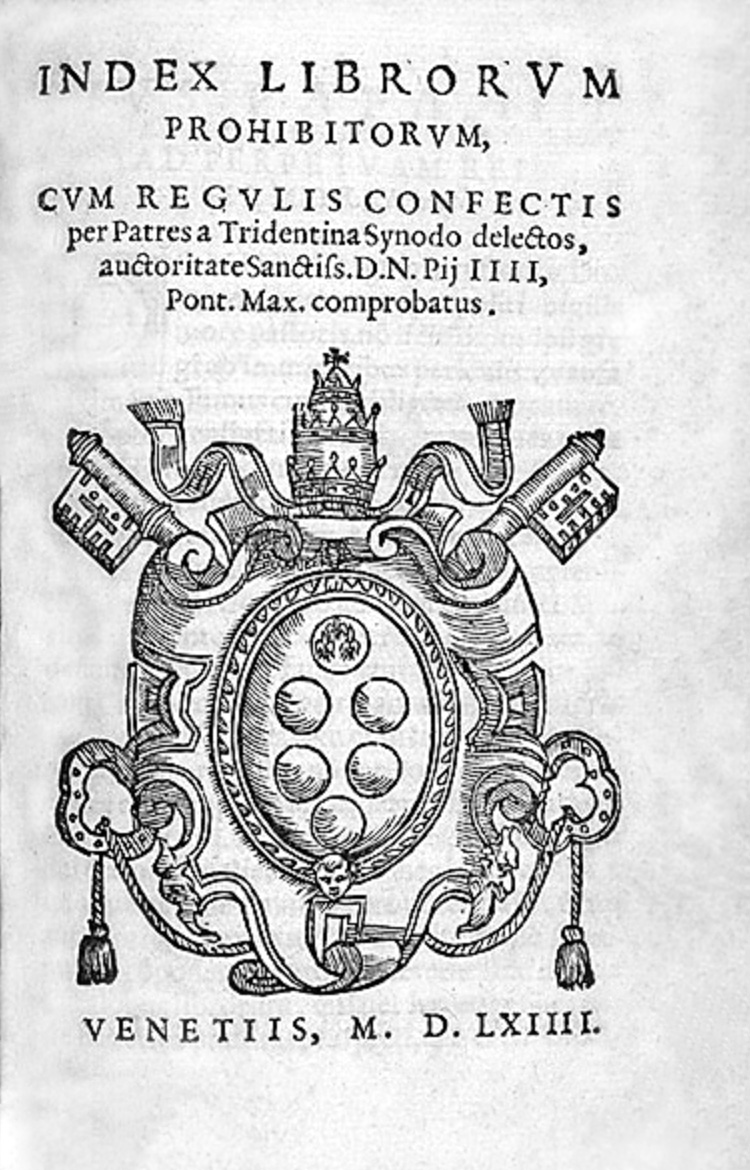
Voorzijde

De Index librorum prohibitorum (lijst van verboden boeken) of kortweg de Index was van 1559 tot 1966 een door de paus vastgestelde lijst van boeken die katholieken niet mochten lezen omdat ze door de Rooms-Katholieke Kerk verwerpelijk werden geacht.
Het doel van de lijst was te voorkomen dat de leken-gelovigen zouden worden gecorrumpeerd en dat probleem werd als acuut aangevoeld nadat de boekdrukkunst de verspreiding van boeken op zeer ruime schaal had mogelijk gemaakt. Tot die tijd kon de Kerk elke geschreven tekst die zij als ketters beschouwde gemakkelijk vernietigen. Maar daarna kon de Kerk niet meer voorkomen dat de boeken werden verspreid, en dus moesten ze worden verboden. Katholieke geleerden en studenten dienden toestemming aan hun geestelijk overste te vragen om de vermelde boeken te lezen voor studie en eventuele weerlegging; vrijwel altijd werd dit toegestaan, daar de Index voorop de bescherming van de eenvoudige gelovigen tegen dwalingen en immoraliteit ten doel had.

## Geschiedenis
De eerste lijsten van verboden boeken verschenen in de Nederlanden (1529), Venetië (1543) en Parijs (1551). De Index van Leuven nam hierin een voorname plaats in. Het idee werd overgenomen door Rome (1557). In 1559 werd het opstellen van de lijst door paus Paulus IV toevertrouwd aan de Heilige Congregatie van de Inquisitie van de Kerk (sinds 1966 de Congregatie voor de Geloofsleer). In 1564 verscheen de zogeheten Index Tridentinus (Index van Trente) onder verantwoordelijkheid van paus Pius IV volgens normen die waren vastgelegd op vraag van het Concilie van Trente, omdat de lijst van Paulus IV te streng was. In die Index verschenen de zogeheten Tien Regels van Trente, in het Latijn decem regulae Tridentinae, die de norm zouden blijven, ook toen in 1897 de verouderde Tridentijnse Index door paus Leo XIII werd vervangen door de zogeheten Index Leonianus.
De index werd regelmatig bijgehouden. Daartoe werd in 1571 een nieuwe congregatie in het leven geroepen, de Heilige Congregatie van de Index, ook vaak kortweg de Indexcongregatie of Index genoemd. Hoewel ook de Inquisitie boeken bleef onderzoeken en eventueel verbieden, werd het merendeel van de zaken nu toevertrouwd aan deze congregatie van specialisten, die zich ook bezighield met het zuiveren van boeken die niet in hun geheel voor een veroordeling in aanmerking kwamen. In 1917 werd de congregatie afgeschaft.
De laatst uitgegeven lijst uit 1948 omvatte ongeveer 4000 titels, die geacht werden ofwel ketterij te bevatten, ofwel moreel verwerpelijk, ofwel te expliciet seksueel te zijn. Van deze titels stonden er 1344 sinds de 17de, 1191 sinds de 18de, 1358 sinds de 19de en 298 uit de 20e eeuw op de lijst.
In 1966 maakte paus Paulus VI een eind aan de Index. Auteurs waarvan werk op de lijst stond werden wel aangemoedigd hun werken aan te passen zodat ze van de lijst konden worden afgevoerd, en om hun werk vóór publicatie te laten lezen. Ook werd verklaard dat de morele autoriteit van de Index nog altijd bleef bestaan.
De Index was in de katholieke wereld zeer invloedrijk. Jarenlang was het in katholieke landen zoals België, Polen en Ierland moeilijk om exemplaren van boeken te vinden die op de Index stonden.

## Schrijvers met werken op de Index librorum prohibitorum
- Joseph Addison
- Francis Bacon
- Honoré de Balzac
- Henri Bergson
- George Berkeley
- Giordano Bruno
- Johannes Calvijn
- Giacomo Casanova
- Miguel de Cervantes
- Nicolaus Copernicus
- Daniel Defoe
- René Descartes
- Denis Diderot
- Alexandre Dumas père
- Alexandre Dumas fils
- Epicurus
- Desiderius Erasmus
- Gustave Flaubert
- Anatole France
- Galileo Galilei
- Conrad Gesner
- Edward Gibbon
- André Gide
- Thomas Hobbes
- Victor Hugo
- David Hume
- Immanuel Kant
- Nikos Kazantzakis
- John Knox
- Hughes Felicité Robert de Lamennais
- John Locke
- Maarten Luther
- Niccolò Machiavelli
- Maurice Maeterlinck
- Nicolas Malebranche
- Karl Marx
- Philipp Melanchthon
- John Milton
- Charles Montesquieu
- Blaise Pascal
- François Rabelais
- Samuel Richardson
- Alfred Rosenberg
- Jean-Jacques Rousseau
- George Sand
- Jean-Paul Sartre
- Baruch Spinoza
- Laurence Sterne
- Emanuel Swedenborg
- Jonathan Swift
- Theodoor Hendrik van de Velde
- Polydorus Vergilius
- Voltaire
- Gerard Walschap
- Johannes Wier
- Émile Zola
- Huldrych Zwingli